# Orlando (angolski piłkarz)
Orlando (ur. 25 lutego 1966) – angolski piłkarz występujący na pozycji bramkarza. 

## Kariera klubowa
W swojej karierze Orlando występował między innymi w tunezyjskim zespole Espérance Tunis.

## Kariera reprezentacyjna
W 1996 roku Orlando został powołany do reprezentacji Angoli na Puchar Narodów Afryki, zakończony przez Angolę na fazie grupowej. Zagrał na nim w meczach z Egiptem (1:2), RPA (0:1) oraz Kamerunem (3:3).